# NGC 6189
NGC 6189 (NGC 6191) é uma galáxia espiral barrada (SBc) localizada na direcção da constelação de Draco. Possui uma declinação de +59° 37' 36" e uma ascensão recta de 16 horas, 31 minutos e 40,7 segundos.
A galáxia NGC 6189 foi descoberta em 3 de Agosto de 1885 por Lewis A. Swift.